# 경상남도거창교육지원청
경상남도거창교육지원청(慶尙南道居昌敎育支援廳, Geochang Office of Education)은 경상남도 거창군의 교육을 담당하기 위해 경상남도교육청 산하에 설치된 교육지원청이다.
교육장은 장학관으로 보한다.

## 연혁
- 1952년 9월 1일: 거창군교육청으로 발족
- 1954년 4월 1일: 교육청 청사 신축
- 1964년 1월 1일: 교육자치제 부활
- 1991년 3월 25일: 경상남도거창교육지청으로 개칭
- 2010년 9월 1일: 경상남도거창교육지원청으로 개칭

## 조직

### 교육지원과
- 초등교육담당
- 중등교육담당
- 평생체육담당
- 보건급식담당

### 행정지원과
- 행정지원담당
- 교육협력담당
- 교육재정담당
- 시설지원담당

### 부속기관
- 특수교육지원센터
- 거창Wee센터
- 학교컨설팅장학 지원센터
- 거창영재교육원

### 소속기관
- 거창도서관

### 관내학교
유치원
- 거창유치원, 세종유치원, 아림유치원

초등학교
| - 가북초등학교 - 가조초등학교 - 거창초등학교 - 고제초등학교 - 남상초등학교 | - 남하초등학교 - 마리초등학교 - 북상초등학교 - 샛별초등학교 | - 신원초등학교 - 아림초등학교 - 웅양초등학교 - 월천초등학교 | - 위천초등학교 - 주상초등학교 - 창남초등학교 - 창동초등학교 |

중학교
| - 가조중학교 - 거창대성중학교 - 거창여자중학교 | - 거창중학교 - 고제분교 - 신원분교 | - 마리중학교 - 샛별중학교 - 웅양중학교 | - 위천중학교 - 혜성여자중학교 |